# Marko Pjaca
Marko Pjaca (phát âm tiếng Serbia-Croatia: [mâːrko pjâtsa]; sinh ngày 6 tháng 5 năm 1995) là một cầu thủ bóng đá chuyên nghiệp người Croatia hiện đang thi đấu ở vị trí tiền vệ cánh cho câu lạc bộ Croatia Rijeka và đội tuyển bóng đá quốc gia Croatia.
Pjaca bắt đầu sự nghiệp câu lạc bộ chuyên nghiệp của mình ở Croatia với câu lạc bộ Lokomotiva vào năm 2012, trước khi chuyển đến Dinamo Zagreb năm 2014. Sau khi Dinamo Zagreb vô địch giải và cúp quốc gia, anh gia nhập Juventus năm 2016, nơi anh cũng giành được vô địch giải và cúp trong mùa giải đầu tiên. Sau khi sự phát triển của anh bị cản trở bởi chấn thương, Pjaca đã được cho mượn đến Schalke 04, Fiorentina, Anderlecht, Genoa và Torino.
Ở sự nghiệp quốc tế, Pjaca đã đại diện cho Croatia tại UEFA Euro 2016 và 2018 FIFA World Cup, lọt vào trận chung kết sau này và góp mặt trong giải đấu.

## Sự nghiệp câu lạc bộ

### Lokomotiva
Pjaca bắt đầu sự nghiệp với câu lạc bộ Lokomotiva ở Croatia. Anh có trận ra mắt trong Giải bóng đá hạng nhất Croatia 2011–12 vào ngày 24 tháng 2 năm 2012 trong chiến thắng với tỷ số 3-0 trước Zadar, trong đó anh có một pha kiến tạo. Đó là lần xuất hiện duy nhất của anh trong mùa giải đó. Mùa giải 2012–13, Pjaca nổi bật hơn rất nhiều trong đội hình chính, đặc biệt là sau kỳ nghỉ đông. Anh kết thúc mùa giải Prva HNL với 2 bàn thắng sau 17 lần ra sân. Tuy nhiên, những màn trình diễn của anh trong mùa giải Prva HNL phần lớn đã lọt vào mắt xanh của các câu lạc bộ lớn, với việc ghi 7 bàn sau 31 lần ra sân.

### Dinamo Zagreb
Mùa hè năm 2014, Pjaca đã được nhà đương kim vô địch Giải bóng đá hạng nhất Croatia Dinamo Zagreb ký hợp đồng với mức giá chuyển nhượng được cho là khoảng 1 triệu euro. Anh có trận ra mắt Dinamo trong trận mở màn mùa giải 2014–15, khi ghi bàn vào lưới Slaven Belupo. Ngày 11 tháng 12 năm 2014, anh đã có hat-trick khi Dinamo Zagreb đánh bại Celtic với tỷ số 4–3 trong trận đấu cuối cùng của vòng bảng UEFA Europa League 2014–2015. Pjaca đã kết thúc mùa giải với ghi 14 bàn thắng sau 47 lần ra sân trong mùa giải, khi Dinamo Zagreb giành chức vô địch giải đấu mùa thứ 10 liên tiếp. Pjaca cũng chơi trọn vẹn trận đấu khi Dinamo đánh bại RNK Split trong trận chung kết Cúp bóng đá Croatia 2015 trên chấm luân lưu. Ngày 20 tháng 7 năm 2016, chính Pjaca xác nhận rằng trận đấu ở vòng sơ loại thứ hai của 2016–17 UEFA Champions League gặp câu lạc bộ Vardar của Macedonia là trận đấu cuối cùng của anh ở Dinamo Zagreb. Anh ghi hai bàn, kiến tạo bàn thứ ba và nhận được sự hoan nghênh nhiệt liệt từ người hâm mộ trong trận đấu chia tay tại Sân vận động Maksimir.

### Juventus
Ngày 21 tháng 7 năm 2016, Pjaca ký hợp đồng 5 năm với câu lạc bộ Juventus với mức phí chuyển nhượng 23 triệu euro cho Dinamo Zagreb. Với vụ chuyển nhượng, Pjaca đã trở thành cái tên bán đắt giá nhất từ trước đến nay của Dinamo Zagreb và Giải bóng đá hạng nhất Croatia.
Pjaca có trận ra mắt Juventus và Serie A vào ngày 27 tháng 8, vào sân thay cho Paulo Dybala trong hiệp hai của trận thắng 1–0 trên sân khách trước Lazio. Tháng 10 năm 2016, Pjaca đã bị nứt xương mác khi làm sự nghiệp đội tuyển Croatia, và ban đầu dự kiến sẽ vắng mặt trong khoảng 6 tuần của mùa giải này. Sau khi phải ngồi ngoài vì chấn thương trong gần 3 tháng, vào tháng 1 năm 2017, anh đã trở lại thi đấu với 2 trận ra sân trong trận đấu kéo dài nửa tiếng trước Atalanta ở Coppa Italia và Fiorentina ở mùa giải Serie A 2016–2017. Anh ghi bàn thắng đầu tiên cho Juventus trong trận lượt đi vòng 16 đội gặp Porto, chiến thắng 2–0 trên sân khách. Pjaca chấn thương dây chằng đầu gối vào ngày 28 tháng 3 khi làm sự nghiệp đội tuyển Croatia, anh phải ngồi ngoài 6 tháng.

#### Schalke 04
Sau khi trở lại sau chấn thương dây chằng đầu gối dài hạn, ngày 4 tháng 1 năm 2018, có thông báo rằng Pjaca đã gia nhập câu lạc bộ Đức Schalke 04 dưới dạng cho mượn mà không có sự lựa chọn mua cho đến cuối mùa giải Bundesliga 2017–18, với giá 800.000 euro, cộng thêm 200.000 euro tiền thưởng. Vào thời điểm hiện tại, những gã khổng lồ của Đức đang theo đuổi một suất tham dự UEFA Champions League và huấn luyện viên Domenico Tedesco coi Marko là cầu thủ có thể giúp câu lạc bộ đạt được mục tiêu. Mặt khác, ở Schalke 04 có thể có được thời gian thi đấu để lấy lại phong độ tốt nhất trước World Cup vào cuối mùa giải này. Pjaca có trận ra mắt câu lạc bộ chính thức vào ngày 13 tháng 1, vào sân thay người ở hiệp hai trong trận thua 1-3 trước RB Leipzig. Trong lần ra sân thứ hai cho câu lạc bộ, và lần đầu tiên ra sân, vào ngày 21 tháng 1, anh ghi bàn thắng đầu tiên trong trận hòa 1-1 trên sân nhà trước Hannover 96.

#### Fiorentina
Ngày 7 tháng 8 năm 2018, Pjaca gia nhập Fiorentina theo hợp đồng cho mượn kéo dài một mùa giải với tùy chọn thực hiện chuyển nhượng dài hạn với một khoản phí không được tiết lộ.

#### Anderlecht
Ngày 31 tháng 1 năm 2020, trong ngày hạn chót chuyển nhượng mùa đông, câu lạc bộ Bỉ Anderlecht ký hợp đồng đối với Pjaca cho mượn đến cuối mùa giải.

#### Genoa
Ngày 19 tháng 9 năm 2020, Pjaca chuyển đến Genoa theo dạng cho mượn kéo dài một mùa giải. Trong trận ra mắt của anh, vào ngày 20 tháng 9, Pjaca đã ghi một bàn thắng trong chiến thắng 4–1 trước Crotone.

#### Torino
Ngày 28 tháng 7 năm 2021, Pjaca gia nhập câu lạc bộ Torino dưới dạng cho mượn với lựa chọn mua.

## Sự nghiệp quốc tế
Pjaca có trận ra mắt quốc tế đội tuyển bóng đá quốc gia Croatia vào ngày 4 tháng 9 năm 2014, thay cho Mateo Kovačić trong 12 phút cuối trong chiến thắng 2–0 giao hữu trước Síp tại Sân vận động Aldo Drosina, Pula. On 3 September 2015, ngày 3 tháng 9 năm 2015, anh có trận ra mắt thi đấu cho đội tuyển quốc gia trong trận đấu vòng loại UEFA Euro 2016 gặp Azerbaijan, bắt đầu và chơi toàn bộ trận đấu, kết thúc với tỷ số hòa 0–0. Ngày 4 tháng 6 năm 2016, anh ghi bàn thắng quốc tế đầu tiên cho Croatia trong chiến thắng 10–0 trước San Marino.

### UEFA Euro 2016
Pjaca đã được đưa vào đội tuyển Croatia tham dự Euro 2016. Anh đóng một vai trò quan trọng trong chiến thắng ấn tượng 2-1 của Croatia trước Tây Ban Nha, nhà đương kim vô địch châu Âu, tại Sân vận động Matmut Atlantique. Trong trận đấu này, anh đã hoàn thành ấn tượng bảy trong số tám nỗ lực thực hiện của mình, thực hiện một cú sút, tạo ra một cơ hội ghi bàn rõ ràng và giành được một cú tắc bóng. Pjaca ngồi trên băng ghế dự bị trong cuộc đụng độ với Bồ Đào Nha ở vòng tiếp theo, chỉ được tung vào sân muộn trong hiệp phụ khi chỉ còn 10 phút trong 30 phút thi đấu bổ sung. Được đưa vào sân thay thế, anh còn mang lại một số động lực tấn công rất cần thiết cho bên cạnh, hoàn thành ba pha lừa bóng trước hàng thủ Bồ Đào Nha. Croatia cuối cùng đã thua Bồ Đào Nha 1–0 sau khi Ricardo Quaresma ghi bàn ấn định chiến thắng ở phút 117 khiến Croatia bị loại.

### FIFA World Cup 2018
Ngày 4 tháng 6 năm 2018, Pjaca được điền tên vào đội hình 23 người cuối cùng của đội tuyển Croatia tham dự FIFA World Cup 2018. Croatia lọt vào trận chung kết của giải đấu, nơi họ bị Pháp đánh bại 4–2 vào ngày 15 tháng 7.
Lần ra sân cuối cùng của Pjaca cho đội tuyển quốc gia là trận đấu với Anh trong trận thua 2–1 tại UEFA Nations League.

## Thống kê sự nghiệp

### Câu lạc bộ
Tính đến ngày 20 tháng 5 năm 2022
| Câu lạc bộ          | Mùa giải            | Giải đấu                 | Giải đấu | Giải đấu | Cúp Quốc gia | Cúp Quốc gia | Cúp Châu Âu | Cúp Châu Âu | Khác | Khác | Tổng | Tổng |
| Câu lạc bộ          | Mùa giải            | Hạng                     | Trận     | Bàn      | Trận         | Bàn          | Trận        | Bàn         | Trận | Bàn  | Trận | Bàn  |
| ------------------- | ------------------- | ------------------------ | -------- | -------- | ------------ | ------------ | ----------- | ----------- | ---- | ---- | ---- | ---- |
| Lokomotiva          | 2011–12             | Prva HNL                 | 1        | 0        | 0            | 0            | –           | –           | –    | –    | 1    | 0    |
| Lokomotiva          | 2012–13             | Prva HNL                 | 17       | 2        | 6            | 2            | –           | –           | –    | –    | 23   | 4    |
| Lokomotiva          | 2013–14             | Prva HNL                 | 30       | 7        | 0            | 0            | 2           | 0           | –    | –    | 32   | 7    |
| Lokomotiva          | Tổng                | Tổng                     | 48       | 9        | 6            | 2            | 2           | 0           | –    | –    | 56   | 11   |
| Dinamo Zagreb       | 2014–15             | Prva HNL                 | 32       | 11       | 7            | 0            | 8           | 3           | 1    | 0    | 48   | 14   |
| Dinamo Zagreb       | 2015–16             | Prva HNL                 | 28       | 8        | 3            | 1            | 12          | 3           | –    | –    | 43   | 12   |
| Dinamo Zagreb       | 2016–17             | Prva HNL                 | 1        | 0        | 0            | 0            | 1           | 2           | –    | –    | 2    | 2    |
| Dinamo Zagreb       | Tổng                | Tổng                     | 61       | 19       | 10           | 1            | 21          | 8           | 1    | 0    | 93   | 28   |
| Juventus            | 2016–17             | Serie A                  | 14       | 0        | 2            | 0            | 4           | 1           | 0    | 0    | 20   | 1    |
| Juventus            | 2017–18             | Serie A                  | 0        | 0        | 0            | 0            | 0           | 0           | 0    | 0    | 0    | 0    |
| Juventus            | 2019–20             | Serie A                  | 0        | 0        | 1            | 0            | 0           | 0           | 0    | 0    | 1    | 0    |
| Juventus            | Tổng                | Tổng                     | 14       | 0        | 3            | 0            | 4           | 1           | 0    | 0    | 21   | 1    |
| Schalke 04 (mượn)   | 2017–18             | Bundesliga               | 7        | 2        | 2            | 0            | –           | –           | –    | –    | 9    | 2    |
| Fiorentina (mượn)   | 2018–19             | Serie A                  | 19       | 1        | 0            | 0            | –           | –           | –    | –    | 19   | 1    |
| Anderlecht (mượn)   | 2019–20             | Belgian First Division A | 4        | 1        | 0            | 0            | –           | –           | –    | –    | 4    | 1    |
| Genoa (mượn)        | 2020–21             | Serie A                  | 35       | 3        | 3            | 0            | –           | –           | –    | –    | 38   | 3    |
| Torino (mượn)       | 2021–22             | Serie A                  | 24       | 3        | 2            | 0            | –           | –           | –    | –    | 26   | 3    |
| Tổng cộng sự nghiệp | Tổng cộng sự nghiệp | Tổng cộng sự nghiệp      | 212      | 38       | 26           | 3            | 27          | 9           | 1    | 0    | 266  | 50   |

1. ↑  Siêu cúp Bóng đá Croatia

### Đội tuyển quốc gia
| Đội tuyển | Năm  | Trận | Bàn |
| --------- | ---- | ---- | --- |
| Croatia   | 2014 | 1    | 0   |
| Croatia   | 2015 | 5    | 0   |
| Croatia   | 2016 | 6    | 1   |
| Croatia   | 2017 | 1    | 0   |
| Croatia   | 2018 | 11   | 0   |
| Croatia   | 2024 | 1    | 0   |
| Tổng      | Tổng | 25   | 1   |

| # | Ngày               | Địa điểm                               | Số lần ra sân | Đối thủ    | Bàn thắng | Kết quả | Giải đấu |
| - | ------------------ | -------------------------------------- | ------------- | ---------- | --------- | ------- | -------- |
| 1 | 4 tháng 6 năm 2016 | Sân vận động Rujevica, Rijeka, Croatia | 8             | San Marino | 1–0       | 10–0    | Giao hữu |

## Danh hiệu
Dinamo Zagreb
- Prva HNL: 2014–15, 2015–16
- Croatian Cup: 2014–15, 2015–16

Juventus
- Serie A: 2016–17, 2017–18
- Coppa Italia: 2016–17

Croatia
- FIFA World Cup Á quân: 2018[35]

Cá nhân
- Football Oscar Cầu thủ xuất sắc nhất Prva HNL: 2015, 2016